# 宗祇水

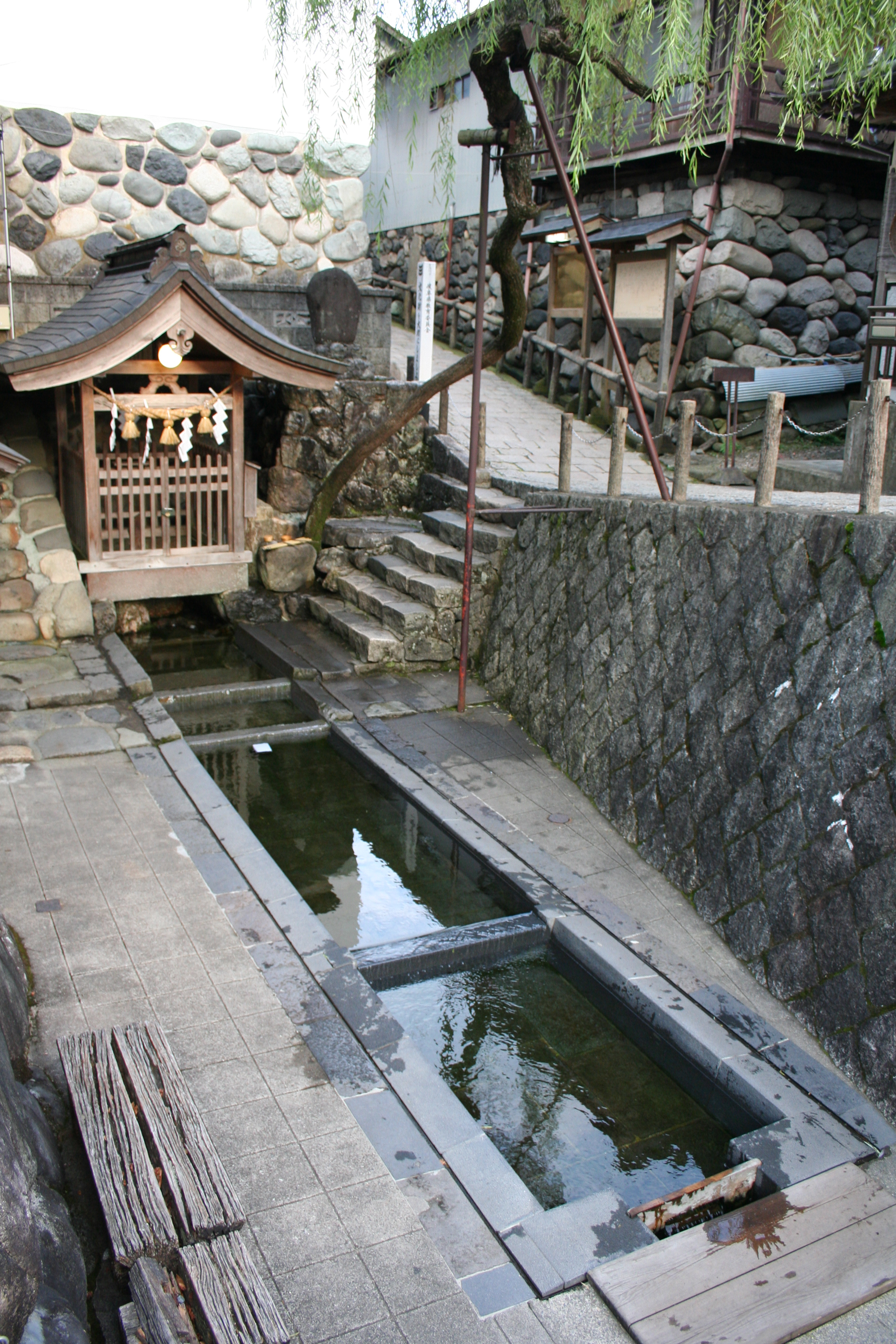
宗祇水

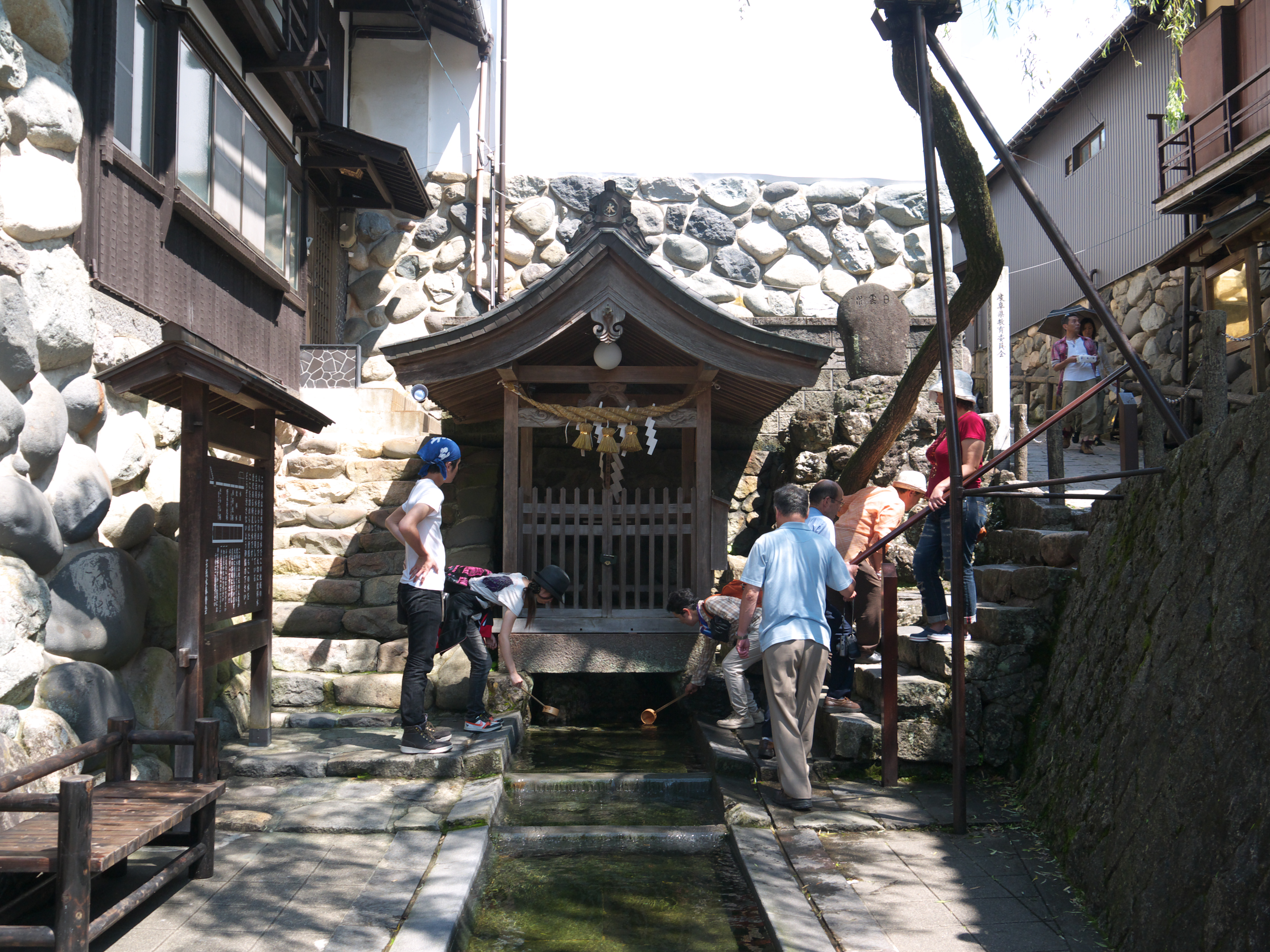
郡上おどり期間で賑わう宗祇水

宗祇水（そうぎすい）は岐阜県郡上市八幡町本町にある湧水。

## 概要
小駄良川と吉田川の合流地付近に位置している。白雲水（はくうんすい）とも言われ、1985年（昭和60年）宗祇水（白雲水）として名水百選第1号に指定されている。また、1974年（昭和49年）に岐阜県指定の史跡にも指定されている。また郡上市の旧八幡町は人と自然が調和した交流文化のまちとして水の郷百選 に選定されていて、宗祇水は名水スポットの一つになっている。 
郡上八幡地域は年間2,800mmの降雨量がある豊かな水源林に涵養され、縄文鍾乳洞に代表されるカルスト地形の石灰岩に浸透し、八幡市街に数多く湧出する。

## 由緒
1471年（文明3年）篠脇城主東常縁が宗祇に古今伝授を終え、宗祇が帰京する際にこの泉水で東常縁が宗祇に
の一首を、はなむけに詠ったと伝えられている。
江戸時代には、郡上藩主金森頼錦や遠藤常友等らによって泉の保存と古今伝授が顕彰され、石の水場が整備された。水場は湧口から水源、飲料水、食糧米等洗場（スイカ冷やしにも利用）、野菜等洗場、さらし場（桶等をつけておく）と仕切りで分かれていて、現在でも地元の人達がとても大切に利用している。また、1917年（大正6年）9月、有志が集まり宗祇水奉賛会を結成して史跡保存に努めている。

## 交通
- 長良川鉄道越美南線 郡上八幡駅下車、徒歩で約30分。
- 東海北陸自動車道 郡上八幡IC下車後、郡上八幡市街地方面へ向かう。